# Daan Remmerts de Vries
Daan Remmerts de Vries (Leeuwarden, 5 april 1962) is een Nederlands schrijver van kinderboeken en boeken voor volwassenen, daarbij is hij illustrator, schilder en muzikant.

## Levensloop
Daan Remmerts de Vries volgde de opleiding Tekenen en Handvaardigheid aan De Witte Lelie in Amsterdam. Al snel na het voltooien hiervan is hij fulltime gaan schilderen en schrijven. In 1990 debuteerde hij als kinderboekenschrijver met 'Zippy en Slos', vernoemd naar zijn eigen katten, geïllustreerd met linoleumsneden.
Remmerts de Vries heeft veel gereisd. In Newfoundland ging hij op zoek naar walvissen, in de Pyreneeën heeft hij gieren bestudeerd, in India heeft hij onder andere Aziatische leeuwen, wilde ezels en tijgers gefotografeerd en gefilmd. Veel van deze ervaringen komen terug in zijn boeken.
Remmerts de Vries heeft nooit willen kiezen tussen schilderen en schrijven. Hij heeft meer dan dertig boeken geïllustreerd. In 2010, naar aanleiding van het boek ‘Meneer Kandinsky was een schilder’, hing een overzicht van zijn illustratieve werk in het Gemeentemuseum Den Haag, thans Kunstmuseum Den Haag.
Daarbij is hij altijd vrij beeldend werk blijven maken. Dit leidde in 2019 tot een grote solo-expositie in Museum De Buitenplaats in Eelde, en bovendien tot het omvangrijke boek ‘Liefde, je kunt me vinden bij de rivier’ (dat meer dan 500 werken bevat).
Remmerts de Vries schreef enkele (populair) wetenschappelijke werken, onder andere over Pokémon en over de vondst van het skelet van een tyrannosaurus (‘T. Rex Trix in Naturalis’, Leopold, 2016).  
In 2017 stond hij in theater HETPALEIS in Antwerpen met 'Yo Kandinsky', als onderdeel van het programma De kleine lettertjes.
Hij schreef (samen met Judith Eiselin) het feuilleton 'Cliffhanger' voor de NRC, en enkele maatschappijkritische artikelen voor dezelfde krant, onder andere over windmolens en de jacht.
Hij ontwikkelde (voor zijn dochter) een eigen ABC-methode (‘V = de vos’, Hoogland & Van Klaveren, 2016).
In 2019 schreef hij ‘Shteinpoist en Tic’ (over twee aliens die de aarde bezoeken) voor reclamebureau Achtung!, in opdracht van Volkswagen.
Remmerts de Vries schreef (tot en met 2019) 51 boeken voor kinderen. Hij heeft verscheidene prijzen gewonnen, voor tekst zowel als illustraties. Hij heeft tweemaal de Gouden Griffel gekregen (in 2003 en in 2010), hij heeft vijfmaal een Zilveren Griffel ontvangen, één keer de Gouden Lijst (2014), hij is enkele malen genomineerd geweest voor de Woutertje Pieterse Prijs en kreeg meerdere Vlag en Wimpels. In 2021 werd de Theo Thijssen-prijs aan hem toegekend. 
Hij heeft zes boeken voor een volwassen publiek geschreven: ‘IJspaleis’ (2003), ‘Zo zal ik bij je zijn’ (2006) en ‘Brave nieuwe wereld’ (2011) onder zijn eigen naam. Onder het pseudoniem A.N. Ryst publiceerde hij ‘De blauwe maanvis’ (2016), ‘De nadagen’ (2018) en ‘De harpij’ (2014). Aan dat laatste boek, dat een literaire sensatie zou worden, werkte hij naar eigen zeggen 23 jaar.
Remmerts de Vries koos (uiteindelijk) voor dit pseudoniem om zijn volwassen boeken een eerlijke kans te geven bij recensenten en publiek, die naar zijn ervaring minder snel geneigd zijn een kinderboekenschrijver literair serieus te nemen.
Boeken van Remmerts de Vries zijn vertaald in het Duits, Zweeds, Koreaans, (Mandarijn-)Chinees, Arabisch, Italiaans, Lets en Marokkaans.

## Afbeeldingen

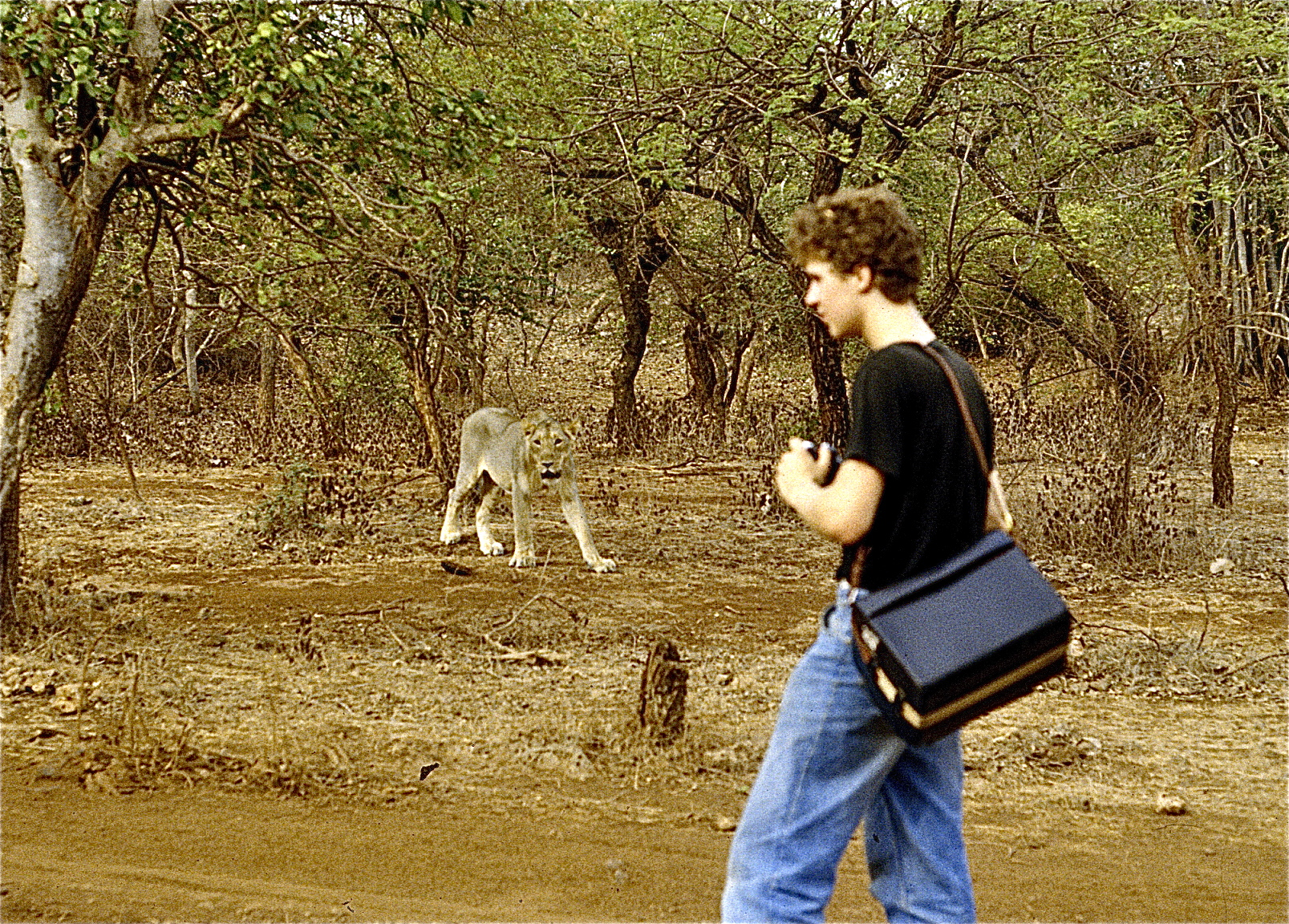
Daan Remmerts de Vries op reis in Gir Forest National Park in India, 1981
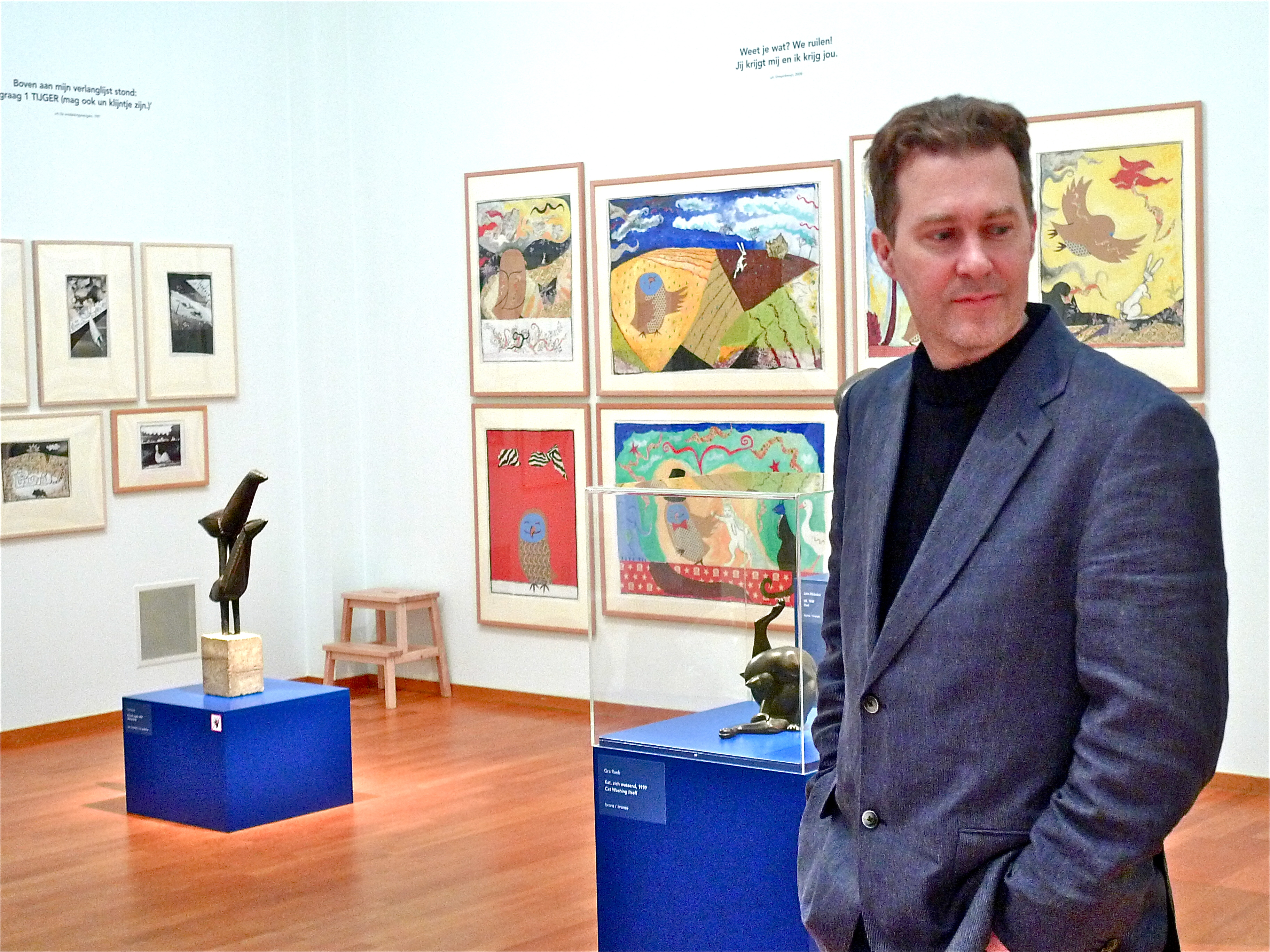
Daan Remmerts de Vries en zijn expositie 'Blote beer en nog veel meer', 2010, in het Gemeentemuseum Den Haag, thans Kunstmuseum Den Haag
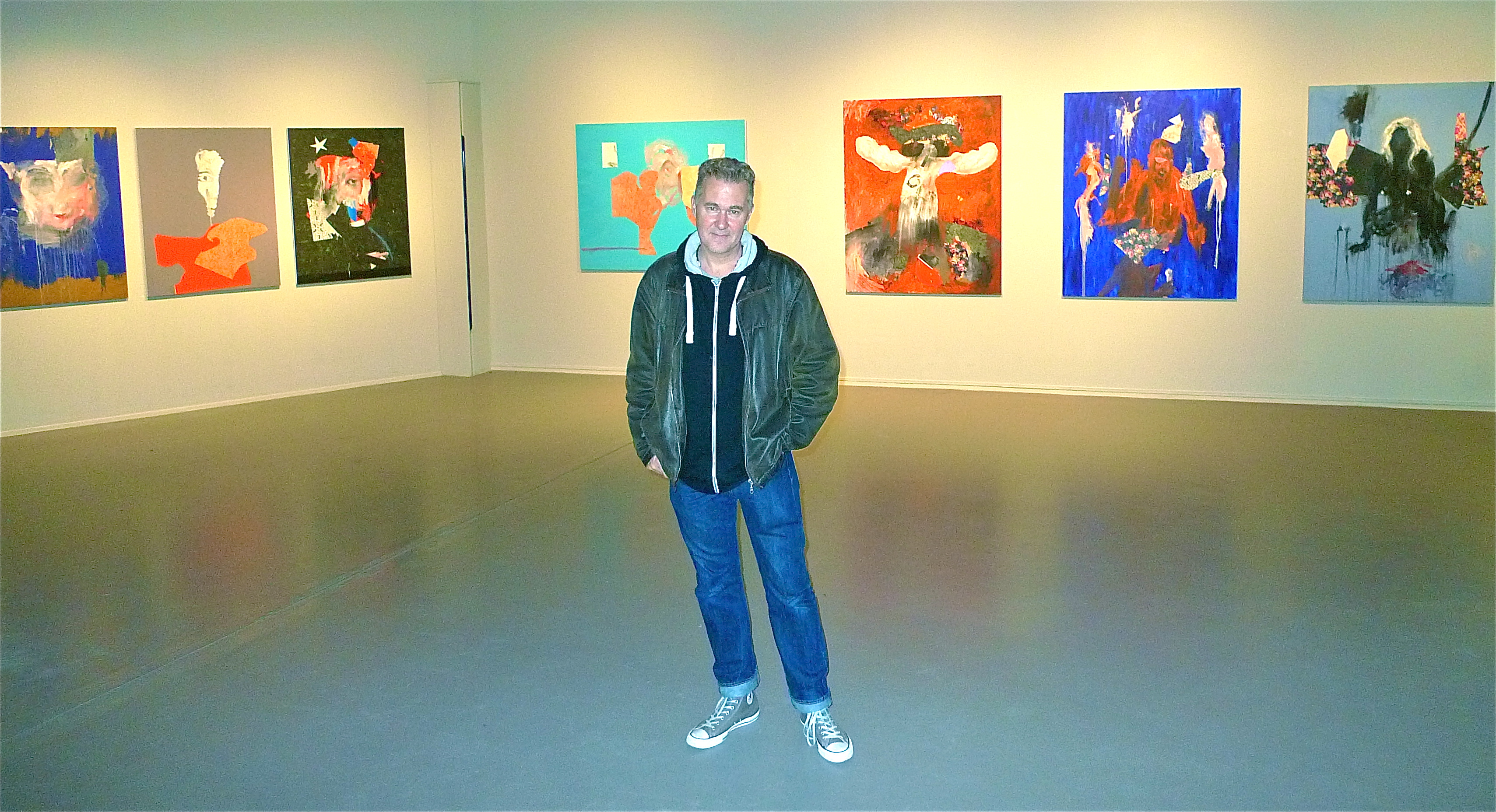
Daan Remmerts de Vries en zijn expositie 'Liefde je kunt me vinden bij de rivier' in Museum De Buitenplaats te Eelde, 2019
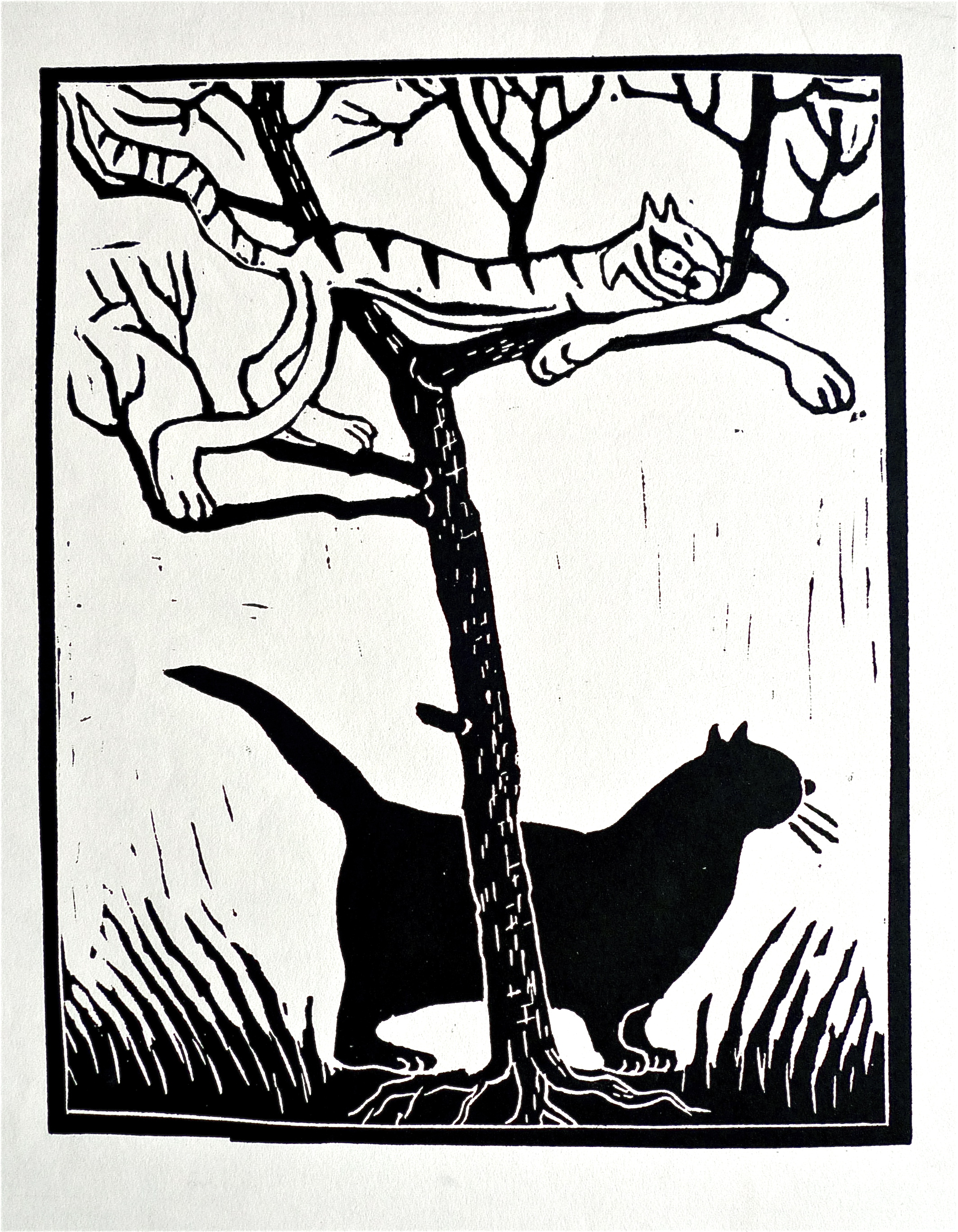
Illustratie uit 'Zippy en Slos' (1990)
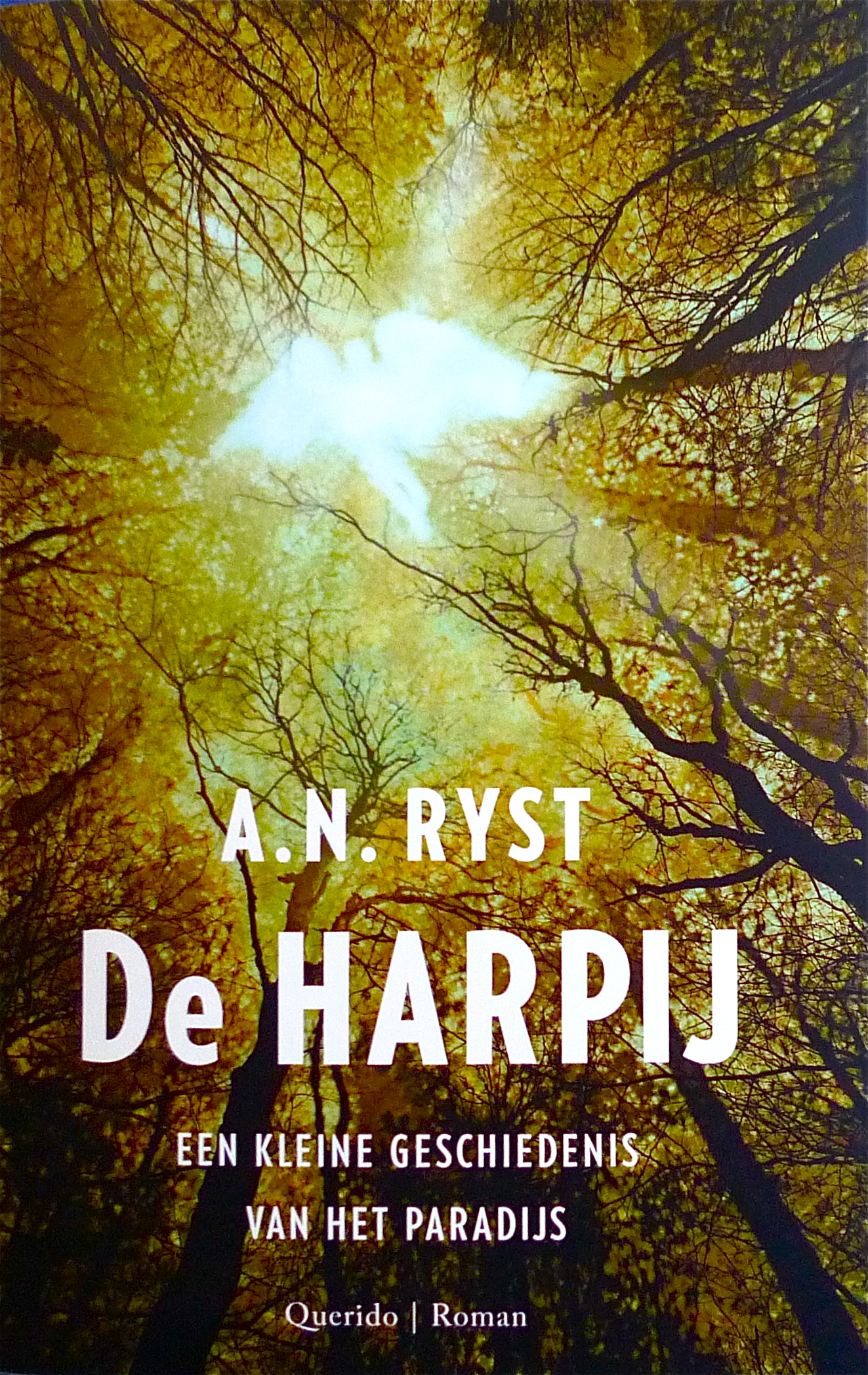
Voorkant van 'De harpij' (2014)
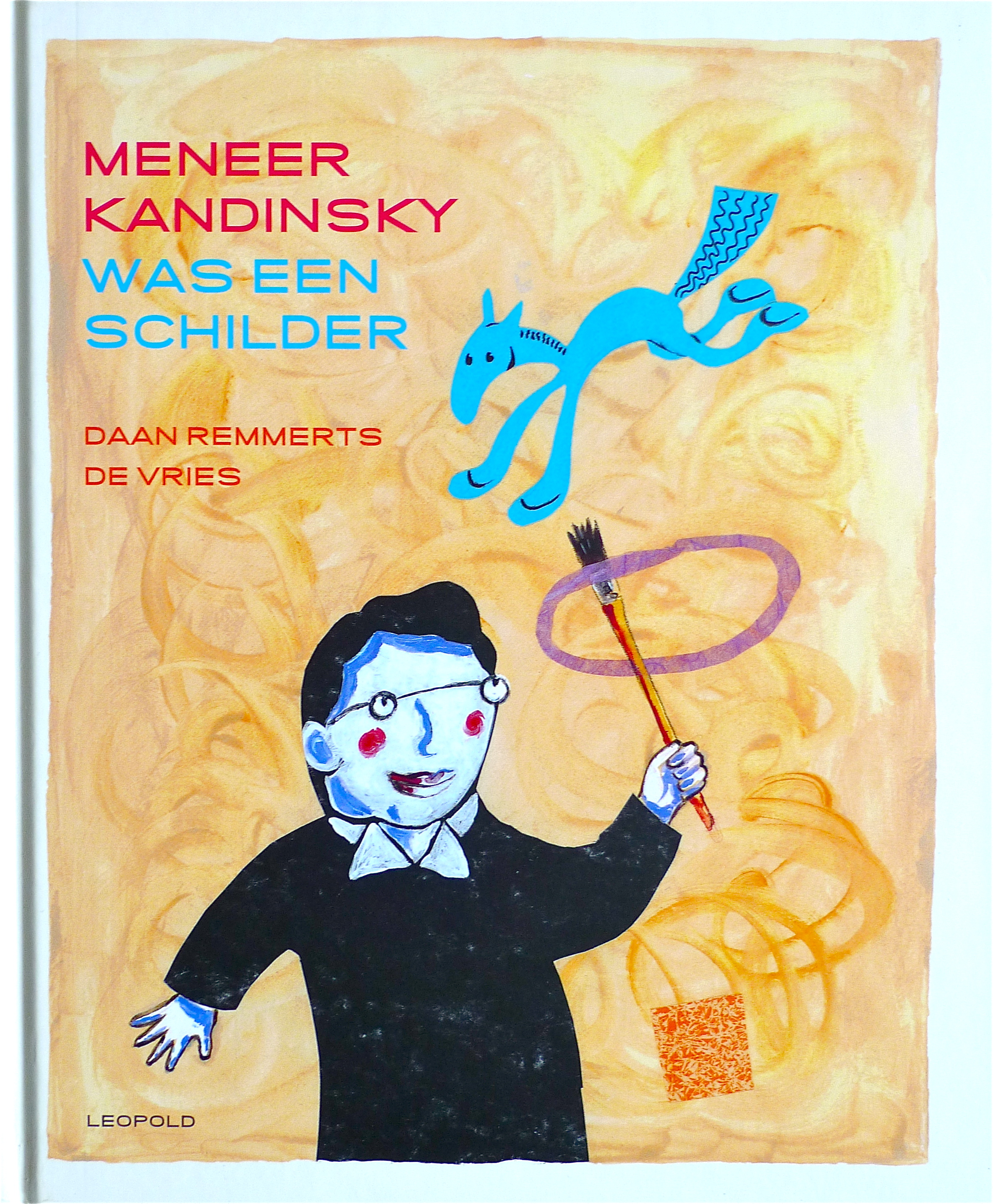
Voorkant van 'Meneer Kandinsky was een schilder' (2010)
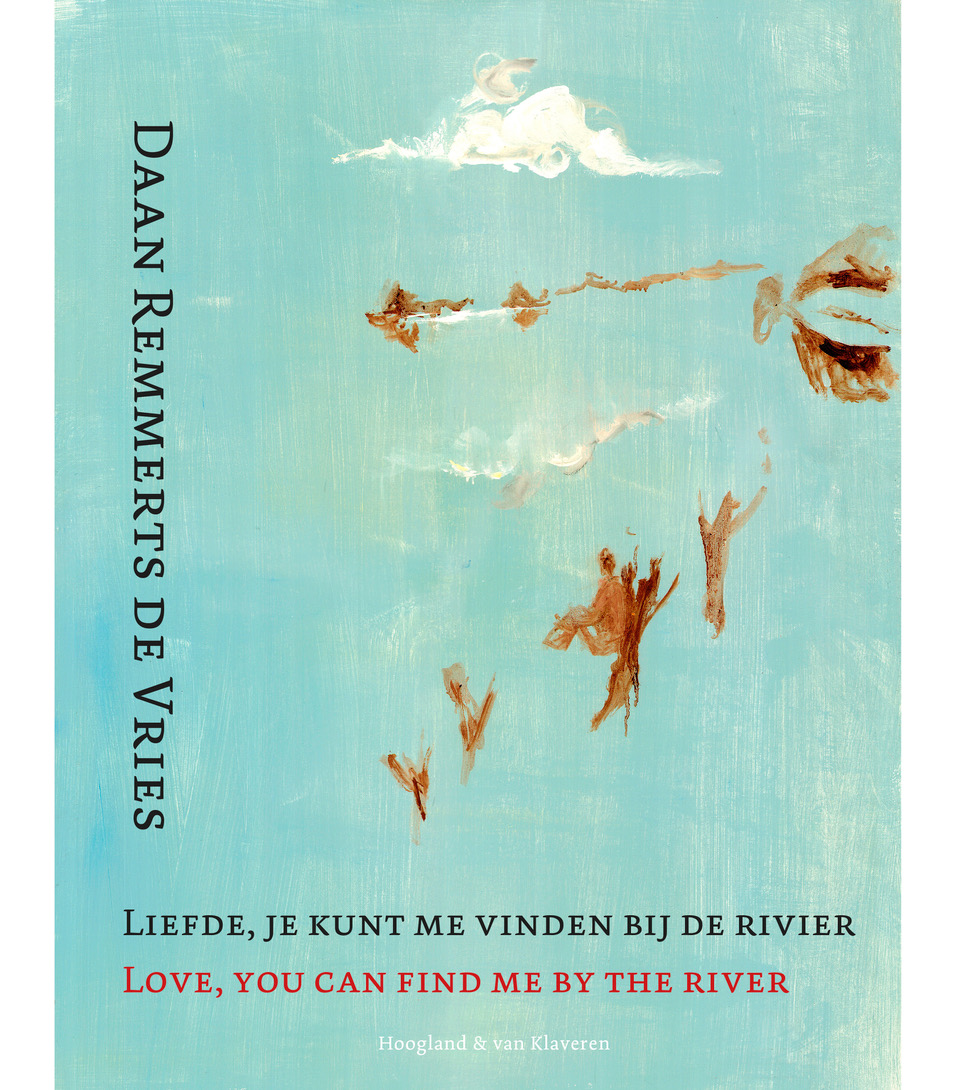
'Liefde, je kunt me vinden bij de rivier' door Daan Remmerts de Vries (2019)

## Bestseller 60
| Boeken met noteringen in de Nederlandse Bestseller 60 | Jaar van verschijnen | Datum van binnenkomst | Hoogste positie | Aantal weken | Opmerkingen                       |
| ----------------------------------------------------- | -------------------- | --------------------- | --------------- | ------------ | --------------------------------- |
| Stimmy of het oerwoud in de stad                      | 2010                 | 13-10-2010            | 1(2wk)          | 4            | in samenwerking met Philip Hopman |
| Voordat jij er was                                    | 2009                 | 13-10-2010            | 15              | 2            | in samenwerking met Philip Hopman |

- Digitale Bibliotheek voor de Nederlandse Letteren: remm001
- Gemeinsame Normdatei: 114152748
- International Standard Name Identifier: 0000 0000 5519 8668
- Nationale Bibliotheek van Letland: 000139098
- Nederlandse Thesaurus van Auteursnamen: 075018179
- RKD-Nederlands Instituut voor Kunstgeschiedenis: 211291
- Système universitaire de documentation: 185724620
- Virtual International Authority File: 708717